# マドゥライ
マドゥライ（タミル語: மதுரை タミル語発音: [mɐðuɾɐi̯]; 英語: Madurai）は、インドのタミル・ナードゥ州中南部に位置する都市。マドゥライ県の県庁所在地であり、ヴァイハイ川の河岸に発達した古都で、人口102万人を擁する州内第2の大都市である。紀元前から栄えていたと考証されている。長い間パーンディヤ朝の首府であって、多くの文化遺産を抱え、南インドの商業の中心地でもあった。

## 概要

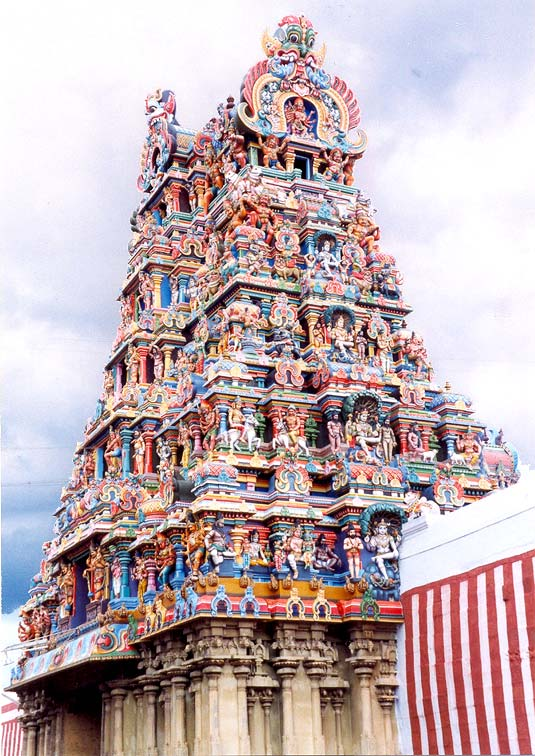
マドゥライのミーナークシ寺院のゴープラム

マドゥライの人口は102万人に達する。男女比は男性1000人に対して女性976人である。識字率は79パーセントであり、インド国内平均を上回っている。
マドゥライの言語はタミル語であり、ほとんどの人に解される。マドゥライで話されるタミル語はマドゥライ方言と呼ばれ、他の言語や発音の崩れなどが比較的少ないと言われ、マドラス方言と対比されることが多い。
タミル語のほかに、サウラーシュトラ語の話者がいることが特徴的で、おもにサウラーシュトラ社会から移ってきた人々によって話されている。また、テルグ語、ウルドゥー語、ヒンディー語なども一部で話され、英語は市内の共通語として広く使用される。
16世紀から17世紀にかけて、マドゥライ・ナーヤカ朝によって完成したミーナークシ寺院は、市の中心にあって多くの観光客や巡礼者が訪れる象徴的存在となっている。

## 気候
ケッペンの気候区分ではサバナ気候で、乾季と雨季に分かれる。周辺の他都市同様、雨季の降水量のピークは2つあるが最初のピークの5月は降水量が少なく、平均最高気温でも40度を超えるほどの高温であることから暑期という表現の方が適切である。降水量の2つ目のピークである9から11月はまとまった降水があり、5月のような極端な高温も少ない。12月、1月は若干冷涼な気候で、最高気温も30℃を下回ることもある。
| マドゥライ (1971–2000)の気候                                    | マドゥライ (1971–2000)の気候 | マドゥライ (1971–2000)の気候 | マドゥライ (1971–2000)の気候 | マドゥライ (1971–2000)の気候 | マドゥライ (1971–2000)の気候 | マドゥライ (1971–2000)の気候 | マドゥライ (1971–2000)の気候 | マドゥライ (1971–2000)の気候 | マドゥライ (1971–2000)の気候 | マドゥライ (1971–2000)の気候 | マドゥライ (1971–2000)の気候 | マドゥライ (1971–2000)の気候 | マドゥライ (1971–2000)の気候 |
| 月                                                              | 1月                          | 2月                          | 3月                          | 4月                          | 5月                          | 6月                          | 7月                          | 8月                          | 9月                          | 10月                         | 11月                         | 12月                         | 年                           |
| --------------------------------------------------------------- | ---------------------------- | ---------------------------- | ---------------------------- | ---------------------------- | ---------------------------- | ---------------------------- | ---------------------------- | ---------------------------- | ---------------------------- | ---------------------------- | ---------------------------- | ---------------------------- | ---------------------------- |
| 最高気温記録 °C （°F）                                          | 39.1 (102.4)                 | 38.5 (101.3)                 | 41.7 (107.1)                 | 42.1 (107.8)                 | 45.5 (113.9)                 | 42.2 (108)                   | 40.6 (105.1)                 | 40.0 (104)                   | 39.8 (103.6)                 | 40.0 (104)                   | 38.0 (100.4)                 | 37.0 (98.6)                  | 44.5 (112.1)                 |
| 平均最高気温 °C （°F）                                          | 30.6 (87.1)                  | 33.2 (91.8)                  | 35.8 (96.4)                  | 37.3 (99.1)                  | 41.18 (106.12)               | 36.8 (98.2)                  | 36.0 (96.8)                  | 35.7 (96.3)                  | 34.8 (94.6)                  | 32.7 (90.9)                  | 30.6 (87.1)                  | 29.7 (85.5)                  | 34.2 (93.6)                  |
| 平均最低気温 °C （°F）                                          | 20.1 (68.2)                  | 21.1 (70)                    | 23.0 (73.4)                  | 25.4 (77.7)                  | 26.1 (79)                    | 26.1 (79)                    | 25.6 (78.1)                  | 25.3 (77.5)                  | 24.3 (75.7)                  | 23.6 (74.5)                  | 22.6 (72.7)                  | 21.1 (70)                    | 23.7 (74.7)                  |
| 最低気温記録 °C （°F）                                          | 15.6 (60.1)                  | 10.5 (50.9)                  | 16.9 (62.4)                  | 19.4 (66.9)                  | 17.8 (64)                    | 17.8 (64)                    | 19.4 (66.9)                  | 20.6 (69.1)                  | 18.5 (65.3)                  | 18.9 (66)                    | 17.2 (63)                    | 16.7 (62.1)                  | 10.5 (50.9)                  |
| 降水量 mm （inch）                                              | 7.4 (0.291)                  | 11.8 (0.465)                 | 14.1 (0.555)                 | 37.1 (1.461)                 | 72.6 (2.858)                 | 32.0 (1.26)                  | 83.2 (3.276)                 | 80.3 (3.161)                 | 146.9 (5.783)                | 159.4 (6.276)                | 140.3 (5.524)                | 53.0 (2.087)                 | 838.0 (32.992)               |
| 平均降水日数                                                    | 0.9                          | 1.1                          | 1.1                          | 2.4                          | 4.4                          | 2.0                          | 3.6                          | 4.1                          | 7.8                          | 8.1                          | 6.3                          | 3.4                          | 45.1                         |
| 出典：Indian Meteorological Department Mean data from 1971–2000 |                              |                              |                              |                              |                              |                              |                              |                              |                              |                              |                              |                              |                              |

## 交通
- マドゥライ空港
- インド国鉄マドゥライ駅
- ツチコリン港（トゥーットゥックディ港）

## 教育
マドゥライには、主に以下のような大学がある。
- マドゥライ・カーマラージャル大学（1966年創立）